# Obszar Chronionego Krajobrazu Wzgórz Lęborskich
Obszar Chronionego Krajobrazu Wzgórz Lęborskich (dawniej: Obszar Chronionego Krajobrazu Fragment Pradoliny Łeby i Wzgórza Morenowe na południe od Lęborka) – obszar chronionego krajobrazu położony w północnej części województwa pomorskiego. Zajmuje powierzchnię 23 960 ha.

## Historia i status prawny
Obszar chronionego krajobrazu (OChK) został utworzony na mocy Uchwały Nr X/42/81 Wojewódzkiej Rady Narodowej w Słupsku z dnia 8 grudnia 1981 r. dotyczącej utworzenia Parku Krajobrazowego „Dolina Słupi” oraz obszarów krajobrazu chronionego. Po reformie administracyjnej w 1999 roku znalazł się w granicach województwa pomorskiego. Ochrona obszaru została podtrzymana Rozporządzeniem Nr 66/05 Wojewody Pomorskiego z dnia 24 marca 2005 r. w sprawie obszarów chronionego krajobrazu w województwie pomorskim (zmienionym w roku 2007).
Nazwę oraz zasięg obszaru zdefiniowano ponownie w 2022 roku.

## Położenie
Obszar znajduje się na terenie dwóch powiatów:
- powiat lęborski – gminy Cewice, Nowa Wieś Lęborska oraz miasto Lębork,
- powiat słupski – gmina Potęgowo.

Leży w obrębie mezoregionów Pojezierze Kaszubskie i Pradolina Redy-Łeby.
Jego południowo-wschodni fragment graniczy z Kaszubskim Parkiem Krajobrazowym i jego otuliną, a fragment północno-wschodni graniczy z Obszarem Chronionego Krajobrazu Pradoliny Redy-Łeby.
Przez teren OChK ma przebiegać trasa drogi ekspresowej S6.

## Charakterystyka
Teren OChK jest w większości pagórkowaty. Leży w zasięgu zlodowacenia bałtyckiego fazy pomorskiej, toteż charakteryzuje się wyraźną rzeźbą młodoglacjalną, a w zagłębieniach terenu występują liczne jeziora. Największym jeziorem na tym terenie jest Jezioro Lubowidzkie. Wzgórza morenowe porastają lasy o urozmaiconym składzie gatunkowym i zróżnicowanej strukturze wiekowej. W skład drzewostanów wchodzą głównie: sosna, buk, dąb, świerk, olsza i brzoza.
Wartość krajoznawczą podnosi zabytkowe miasto Lębork, choć w skład OChK wchodzą tylko jego południowe i wschodnie obrzeża.
Na terenie OChK nie ma na razie żadnych rezerwatów przyrody, ale w jego bezpośredniej bliskości leżą rezerwaty Grodzisko Runowo i Karwickie Źródliska.

## Nadzór
Nadzór nad OChK sprawuje Marszałek Województwa Pomorskiego.